# Vielleicht vielleicht
Vielleicht vielleicht ist ein Lied des deutschen Singer-Songwriters MilleniumKid aus dem Jahr 2023, in Zusammenarbeit mit dem deutschen Rapper und Musikproduzenten JBS.

## Entstehung und Veröffentlichung
Das Lied wurde von den beiden Interpreten Jan Schemmer (JBS) und Yasin Sert (MilleniumKid), zusammen mit Benjamin Friedrich (Nasskalt), geschrieben. Beide Interpreten zeichneten sowohl für die Komposition als auch für den Text zuständig, während Nasskalt nur am komponieren der Musik beteiligt gewesen ist. JBS und Nasskalt waren darüber hinaus für die Produktion verantwortlich. JBS und MilleniumKid setzen hiermit ihre Zusammenarbeit fort, die zuvor mit der Single Unendlichkeit (Januar 2023) begonnen hatte.
Die Erstveröffentlichung von Vielleicht vielleicht erfolgte als Single am 20. Oktober 2023 bei Warner Music. Diese erschien als digitaler Einzeltrack zum Download und Streaming. Am 11. April 2025 erschien das Lied zudem als Teil von MilleniumKids ersten Studioalbum Dystopie (Katalognummer: 5021732623089).

## Inhalt und Stil
Das Lied kombiniert Elemente von elektronischer- und Popmusik und behandelt Themen wie Herzschmerz, Sehnsucht und emotionale Zerrissenheit.

## Musikvideo
Am 20. Oktober 2023 erschien zunächst ein Visualizer zu Vielleicht vielleicht. Am 5. Januar 2024 feierte schließlich das offizielle Musikvideo seine Premiere auf der Videoplattform YouTube. Dieses entstand unter der Regie von Dan Trautwein und zählte bis Juni 2025 über sechs Millionen Aufrufe.

## Kommerzieller Erfolg

### Chartplatzierungen
| ChartsChartplatzierungen | Höchstplatzierung | Wochen |
| ------------------------ | ----------------- | ------ |
| Deutschland (GfK)        | 7 (… Wo.)         | …      |
| Österreich (Ö3)          | 16 (… Wo.)        | …      |
| Schweiz (IFPI)           | 80 (5 Wo.)        | 5      |

### Auszeichnungen für Musikverkäufe
| Land/Region        | Auszeichnungen für Musikverkäufe (Land/Region, Auszeichnung, Verkäufe) | Verkäufe |
| ------------------ | ---------------------------------------------------------------------- | -------- |
| Deutschland (BVMI) | Gold                                                                   | 300.000  |
| Österreich (IFPI)  | Gold                                                                   | 15.000   |
| Schweiz (IFPI)     | Gold                                                                   | 15.000   |
| Insgesamt          | 3× Gold ·                                                              | 330.000  |